# Saint-Hilaire-de-la-Noaille
Saint-Hilaire-de-la-Noaille est une commune du Sud-Ouest de la France, située dans le département de la Gironde, en région Nouvelle-Aquitaine.

## Géographie

### Localisation
Bordée au nord par le Dropt, la commune se trouve dans l'Entre-deux-Mers, à 64 km au sud-est de Bordeaux, chef-lieu du département, à 24 km à l'est-nord-est de Langon, chef-lieu d'arrondissement et à 5 km au nord-est de La Réole, ancien chef-lieu de canton.

### Communes limitrophes
Les communes limitrophes en sont Roquebrune au nord-est, Fossès-et-Baleyssac à l'est, Mongauzy au sud-est sur moins d'un km, Montagoudin au sud, La Réole au sud-ouest, Saint-Sève à l'ouest et Loubens au nord-ouest sur moins de deux km.
| Loubens    |                             | Roquebrune          |
| Saint-Sève | Saint-Hilaire-de-la-Noaille | Fossès-et-Baleyssac |
| La Réole   | Montagoudin                 | Mongauzy            |

### Climat
Pour des articles plus généraux, voir Climat de la Nouvelle-Aquitaine et Climat de la Gironde.
Historiquement, la commune est exposée à un climat océanique aquitain.  
En 2020, Météo-France publie une typologie des climats de la France métropolitaine dans laquelle la commune est exposée à un climat océanique et est dans la région climatique  Aquitaine, Gascogne, caractérisée par une pluviométrie abondante au printemps, modérée en automne, un faible ensoleillement au printemps, un été chaud (19,5 °C), des vents faibles, des brouillards fréquents en automne et en hiver et des orages fréquents en été (15 à 20 jours).
Pour la période 1971-2000, la température annuelle moyenne est de 13 °C, avec une amplitude thermique annuelle de 15 °C. Le cumul annuel moyen de précipitations est de 810 mm, avec 11,4 jours de précipitations en janvier et 6,5 jours en juillet. Pour la période 1991-2020, la température moyenne annuelle observée sur la station météorologique la plus proche, située sur la commune de Saint-Sulpice-de-Pommiers à 12 km à vol d'oiseau, est de 13,8 °C et le cumul annuel moyen de précipitations est de 764,8 mm,. Pour l'avenir, les paramètres climatiques de la commune estimés pour 2050 selon différents scénarios d’émission de gaz à effet de serre sont consultables sur un site dédié publié par Météo-France en novembre 2022.

## Urbanisme

### Typologie
Au 1er janvier 2024, Saint-Hilaire-de-la-Noaille est catégorisée commune rurale à habitat dispersé, selon la nouvelle grille communale de densité à sept niveaux définie par l'Insee en 2022.
Elle est située hors unité urbaine. Par ailleurs la commune fait partie de l'aire d'attraction de La Réole, dont elle est une commune de la couronne,. Cette aire, qui regroupe 20 communes, est catégorisée dans les aires de moins de 50 000 habitants,.

### Occupation des sols

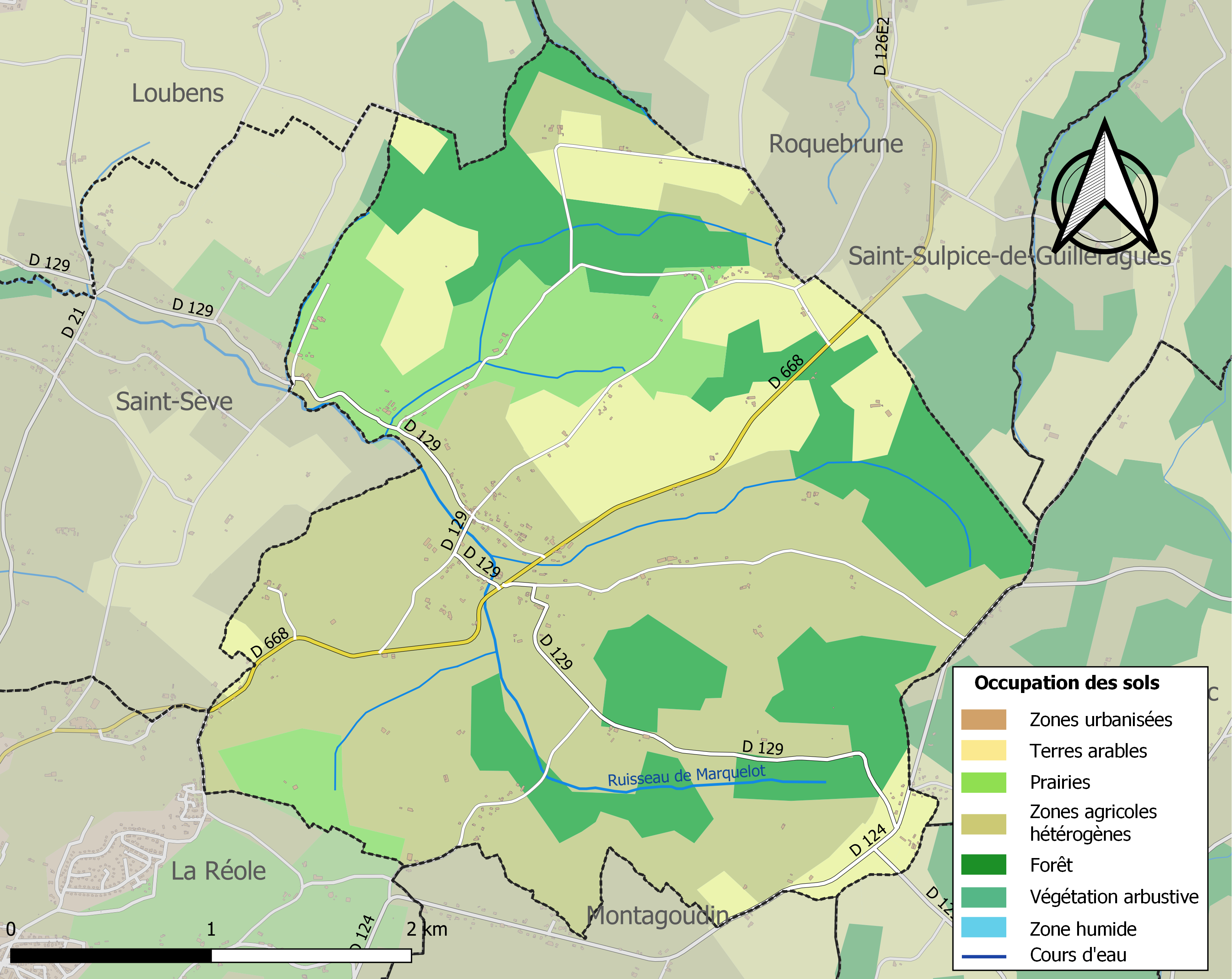
Carte des infrastructures et de l'occupation des sols de la commune en 2018 (CLC).

L'occupation des sols de la commune, telle qu'elle ressort de la base de données européenne d’occupation biophysique des sols Corine Land Cover (CLC), est marquée par l'importance des territoires agricoles (76,8 % en 2018), une proportion identique à celle de 1990 (76,8 %). La répartition détaillée en 2018 est la suivante : 
zones agricoles hétérogènes (48,2 %), forêts (23,2 %), cultures permanentes (15,2 %), prairies (12,1 %), terres arables (1,3 %). L'évolution de l’occupation des sols de la commune et de ses infrastructures peut être observée sur les différentes représentations cartographiques du territoire : la carte de Cassini (XVIIIe siècle), la carte d'état-major (1820-1866) et les cartes ou photos aériennes de l'IGN pour la période actuelle (1950 à aujourd'hui).

### Voies de communication et transports
La principale voie de communication routière traversant la commune, entre bourg et église, est la route départementale D668, ancienne  route nationale 668 qui relie La Réole au sud-ouest à Monségur au nord-est via Roquebrune ; la route départementale D129 traverse également le bourg, menant à Saint-Sève au nord-ouest et vers Fossès-et-Baleyssac et Montagoudin au sud-est.
L'accès le plus proche à l'autoroute A62 (Bordeaux-Toulouse) est le no 4, dit de La Réole, distant de 13 km par la route vers le sud-sud-ouest.

L'accès no 1, dit de Bazas, à l'autoroute A65 (Langon-Pau) se situe à 31 km vers le sud-sud-ouest.

L'accès le plus proche à l'autoroute A89 (Bordeaux-Lyon) est celui de l'échangeur autoroutier avec la route nationale 89 qui se situe à 45 km vers le nord-ouest.
La gare SNCF la plus proche est celle, distante de 5,5 km par la route vers le sud-ouest, de La Réole sur la ligne Bordeaux-Sète du TER Nouvelle-Aquitaine.

### Risques majeurs
Le territoire de la commune de Saint-Hilaire-de-la-Noaille est vulnérable à différents aléas naturels : météorologiques (tempête, orage, neige, grand froid, canicule ou sécheresse) et séisme (sismicité très faible). Un site publié par le BRGM permet d'évaluer simplement et rapidement les risques d'un bien localisé soit par son adresse soit par le numéro de sa parcelle.

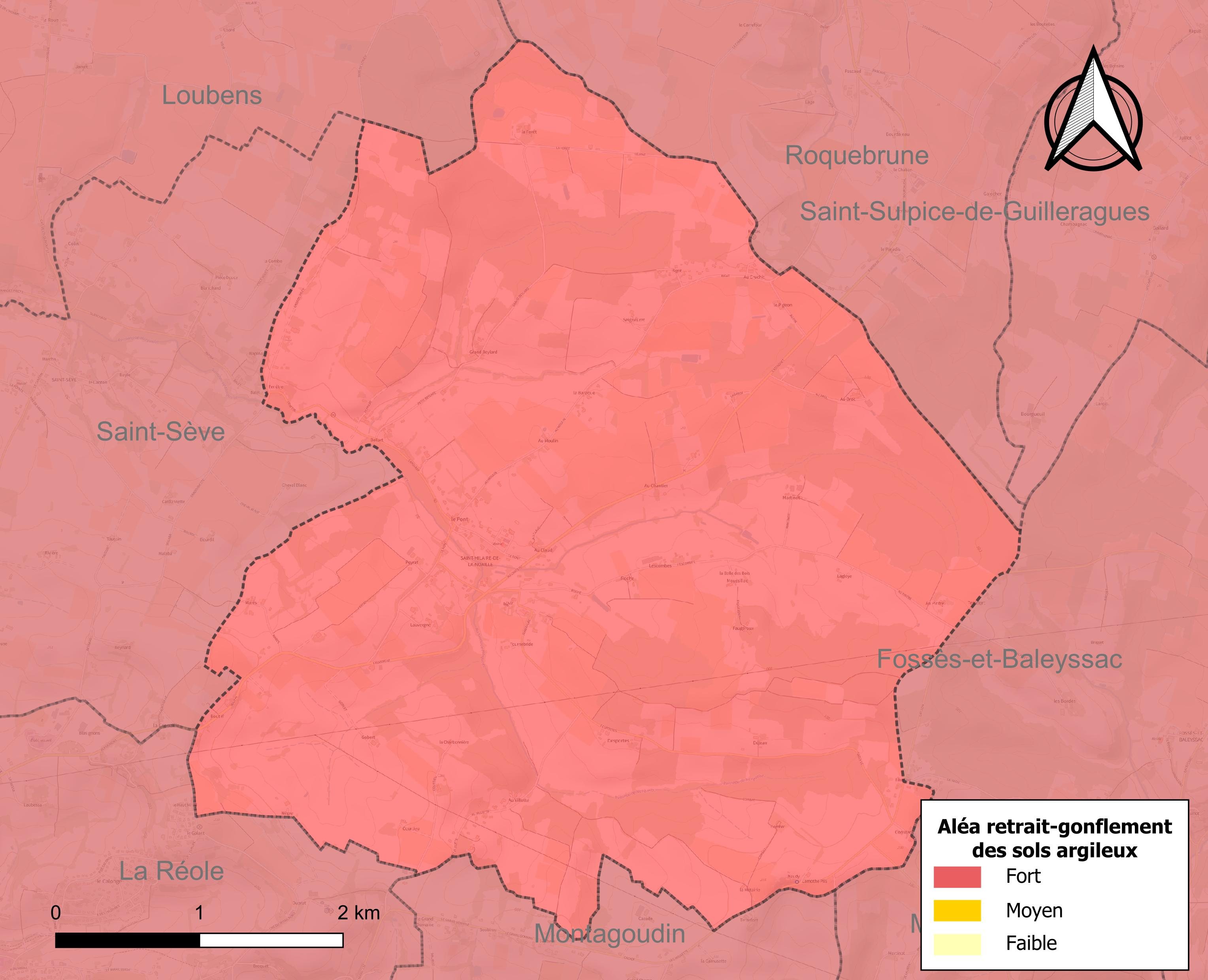
Carte des zones d'aléa retrait-gonflement des sols argileux de Saint-Hilaire-de-la-Noaille.

Le retrait-gonflement des sols argileux est susceptible d'engendrer des dommages importants aux bâtiments en cas d’alternance de périodes de sécheresse et de pluie. La totalité de la commune est en aléa moyen ou fort (67,4 % au niveau départemental et 48,5 % au niveau national). Sur les 176 bâtiments dénombrés sur la commune en 2019, 176 sont en aléa moyen ou fort, soit 100 %, à comparer aux 84 % au niveau départemental et 54 % au niveau national. Une cartographie de l'exposition du territoire national au retrait gonflement des sols argileux est disponible sur le site du BRGM,.
La commune a été reconnue en état de catastrophe naturelle au titre des dommages causés par les inondations et coulées de boue survenues en 1982, 1988, 1993, 1999, 2000 et 2009, par la sécheresse en 2003 et 2011 et par des mouvements de terrain en 1999.

## Toponymie
Le nom de la commune vient du saint éponyme, évêque de Poitiers vers 350, très populaire dans la région, et du latin novalia, qui désigne une « terre nouvellement défrichée », évoquant l’action menée par les moines bénédictins de La Réole aux Xe et XIe siècles.
En gascon, le nom de la commune est Sent Ilari de la Noalha.
Les habitants sont appelés les Saint-Hilairois.

## Histoire
À la Révolution, la paroisse Saint-Hilaire-de-la-Noaille forme la commune de Saint-Hilaire-de-la-Noaille.

## Politique et administration
| Période                                  | Période   | Identité       | Étiquette | Qualité      |
| ---------------------------------------- | --------- | -------------- | --------- | ------------ |
| 1990                                     | mars 2014 | Louis Négro    |           |              |
| mars 2014                                | En cours  | Didier Lecourt |           | Contremaître |
| Les données manquantes sont à compléter. |           |                |           |              |

### Communauté de communes
Le 1er janvier 2014, la communauté de communes du Réolais ayant été supprimée, la commune de Saint-Hilaire-de-la-Noaille s'est retrouvée intégrée à la communauté de communes du Réolais en Sud Gironde siégeant à La Réole.

## Démographie
L'évolution du nombre d'habitants est connue à travers les recensements de la population effectués dans la commune depuis 1793. Pour les communes de moins de 10 000 habitants, une enquête de recensement portant sur toute la population est réalisée tous les cinq ans, les populations de référence des années intermédiaires étant quant à elles estimées par interpolation ou extrapolation. Pour la commune, le premier recensement exhaustif entrant dans le cadre du nouveau dispositif a été réalisé en 2007.

En 2022, la commune comptait 380 habitants, en évolution de −0,26 % par rapport à 2016 (Gironde : +6,91 %, France hors Mayotte : +2,11 %).
| 1793 | 1800 | 1806 | 1821 | 1831 | 1836 | 1841 | 1846 | 1851 |
| ---- | ---- | ---- | ---- | ---- | ---- | ---- | ---- | ---- |
| 516  | 487  | 483  | 478  | 424  | 442  | 426  | 410  | 407  |

| 1856 | 1861 | 1866 | 1872 | 1876 | 1881 | 1886 | 1891 | 1896 |
| ---- | ---- | ---- | ---- | ---- | ---- | ---- | ---- | ---- |
| 384  | 405  | 392  | 389  | 356  | 363  | 342  | 326  | 342  |

| 1901 | 1906 | 1911 | 1921 | 1926 | 1931 | 1936 | 1946 | 1954 |
| ---- | ---- | ---- | ---- | ---- | ---- | ---- | ---- | ---- |
| 353  | 362  | 393  | 340  | 381  | 357  | 406  | 392  | 397  |

| 1962 | 1968 | 1975 | 1982 | 1990 | 1999 | 2006 | 2007 | 2012 |
| ---- | ---- | ---- | ---- | ---- | ---- | ---- | ---- | ---- |
| 329  | 316  | 296  | 271  | 291  | 305  | 355  | 362  | 374  |

| 2017 | 2022 | - | - | - | - | - | - | - |
| ---- | ---- | - | - | - | - | - | - | - |
| 381  | 380  | - | - | - | - | - | - | - |

## Culture et patrimoine

### Lieux et monuments
- L'église de Saint-Hilaire-de-la-Noaille, dédiée à saint Hilaire de Poitiers, fut initialement construite vers le XIIe siècle et est inscrite au titre des monuments historiques depuis 1925 pour son portail roman[24].
- Le château de Saint-Hilaire, à proximité de l'église, est une propriété privée qui ne se visite pas.

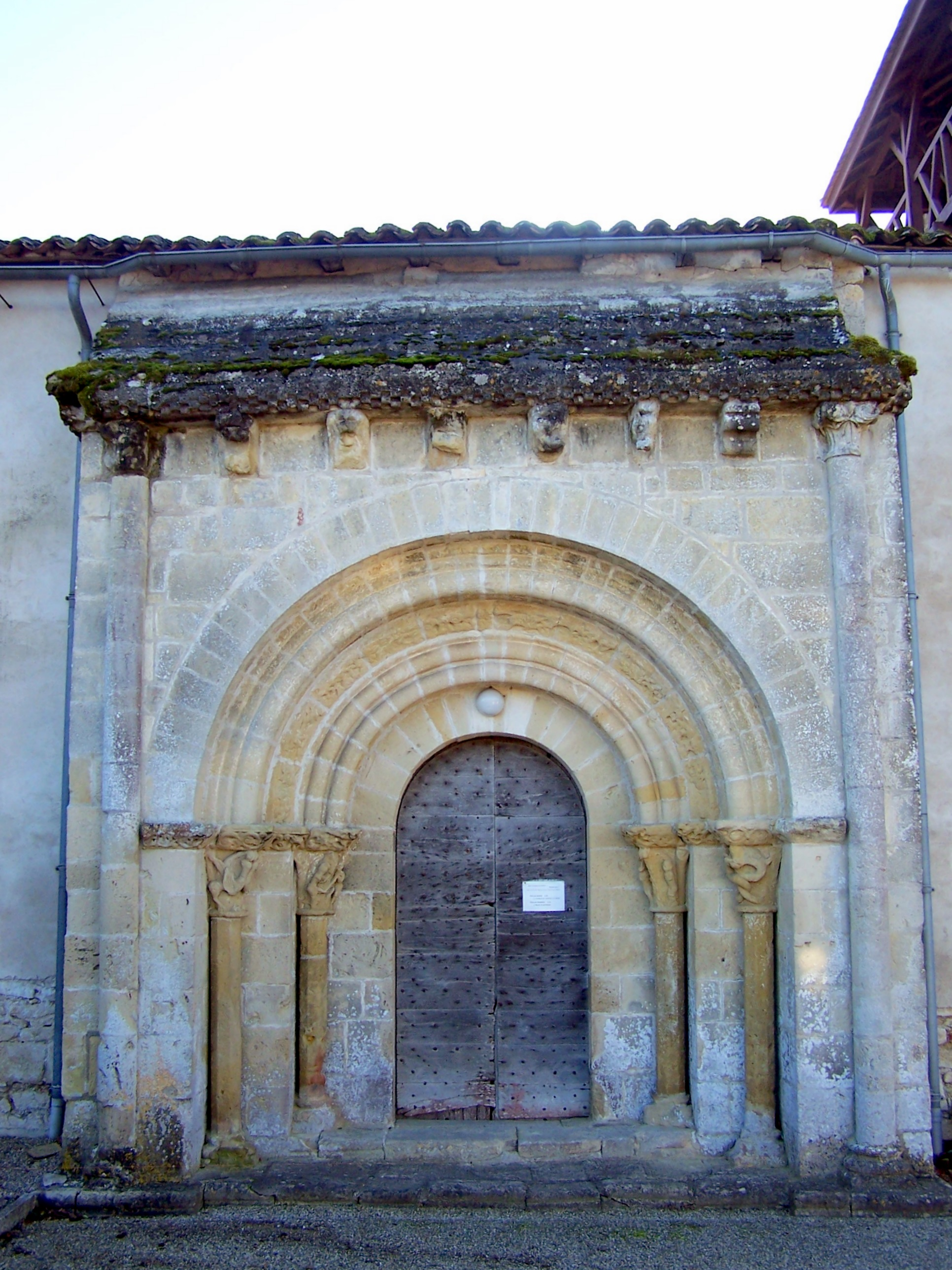
Le portail inscrit de l'église Saint-Hilaire (fév. 2010)
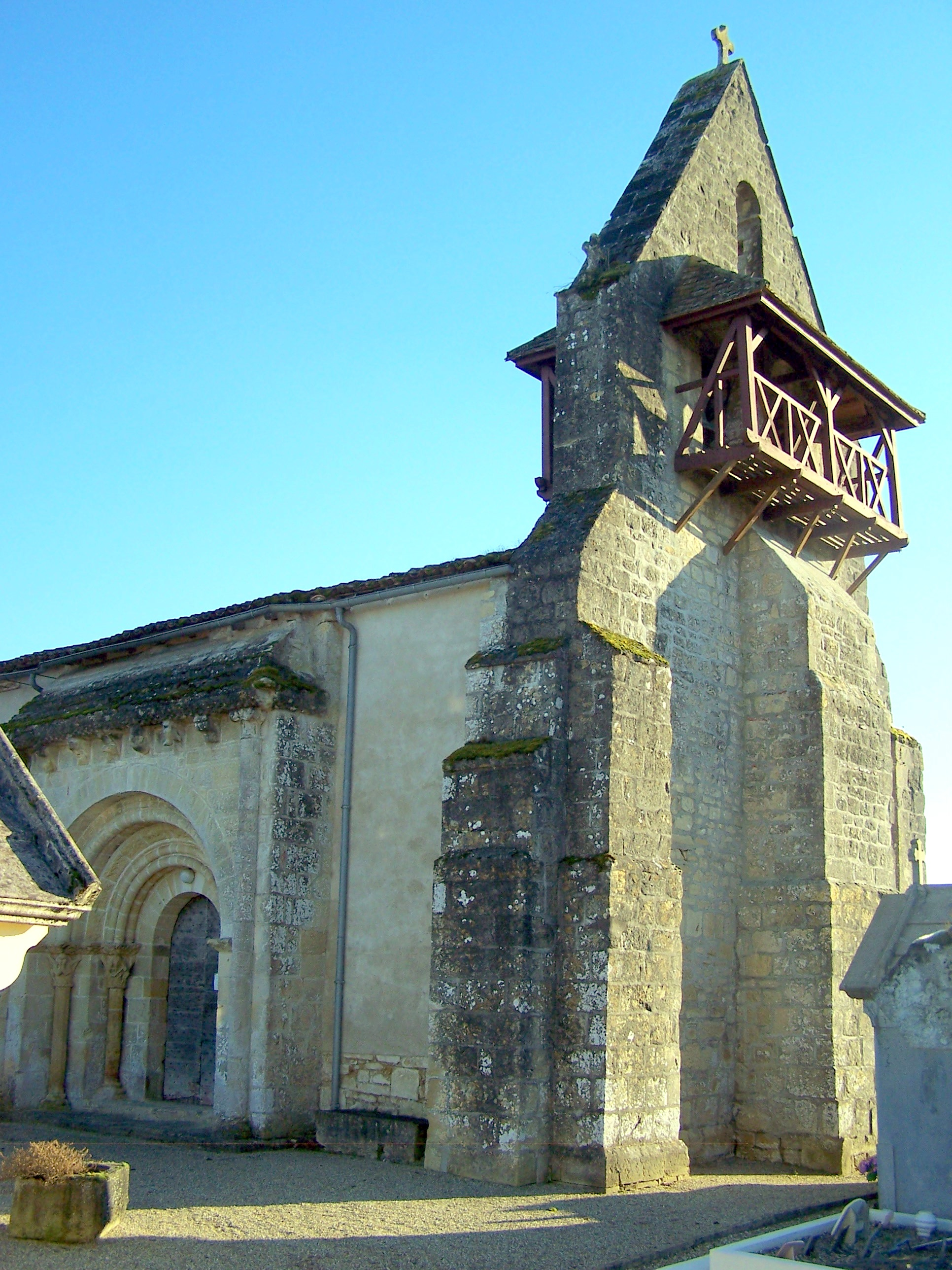
L'église Saint-Hilaire (fév. 2010)
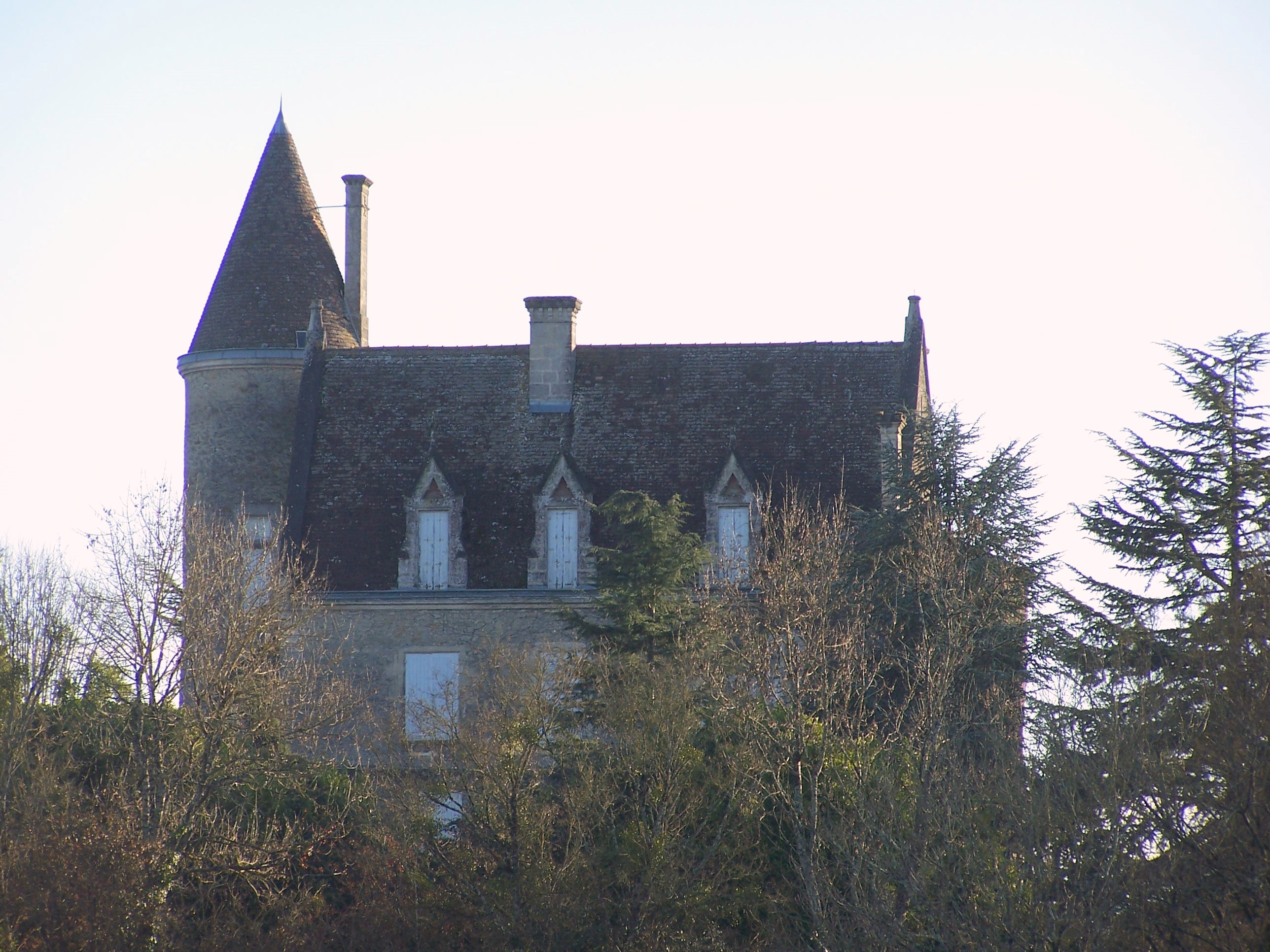
Le château (fév. 2010)
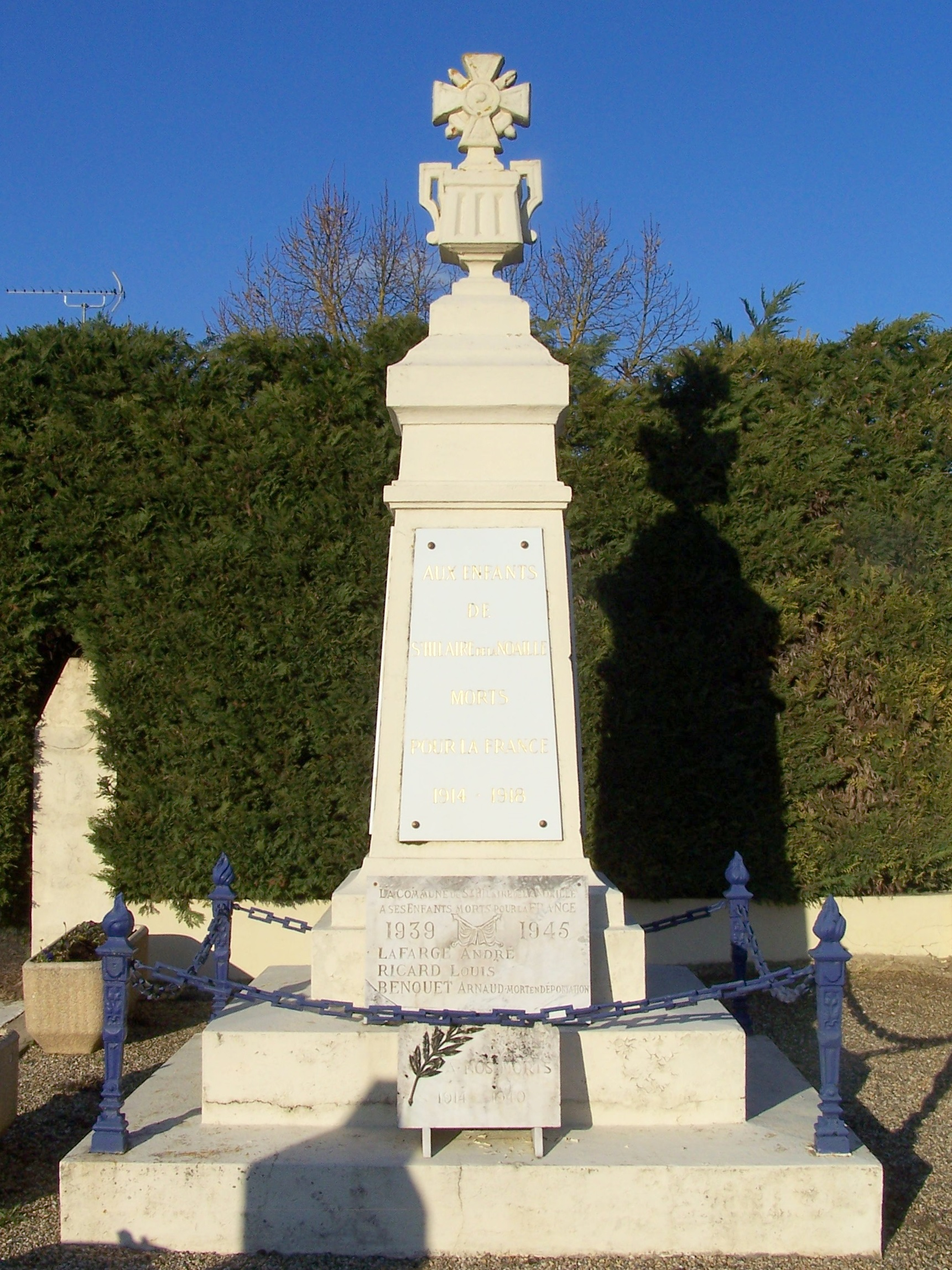
Le monument aux morts près de la mairie (fév. 2010)